# Dichantharellus
Dichantharellus is een geslacht van schimmels behorend tot de familie Peniophoraceae. De typesoort is Dichantharellus malayanus.

## Soorten
Volgens Index Fungorum telt het geslacht twee soorten (peildatum maart 2023):
| Soortnaam                   | Auteur(s) | Publicatiejaar |
| --------------------------- | --------- | -------------- |
| Dichantharellus brunnescens | Corner    | 1976           |
| Dichantharellus malayanus   | Corner    | 1966           |